# Valentin Leiblein
Valentin Leiblein – auch als Valerius Leiblein gelistet – (* 12. September 1799 in Würzburg; † 8. April 1869 ebenda) war ein deutscher Mediziner, Zoologe und Botaniker sowie Vorstand des Botanischen Gartens in Würzburg. Nach ihm ist die Leiblein-Drüse, eine bei Schnecken vorkommende Speicheldrüse, benannt.

## Leben
Valentin Leiblein studierte Medizin und wurde 1820 zum Doktor der Medizin und Philosophie promoviert. Ab 1825 arbeitete er zunächst als Prosektor für Anatomie an der zootomischen Anstalt der Universität Würzburg. Nachdem er sich 1828 an der Medizinischen Fakultät der Universität Würzburg habilitiert hatte und im gleichen Jahr Privatdozent und Prosektor am dortigen zootomischen Institut bei Martin Münz geworden war, war er an der Philosophischen Fakultät Würzburg von 1830 bis 1869 ordentlicher Professor für Zoologie und Konservator der naturhistorischen Sammlungen. 1840 wurde Leiblein bis 1851 als Nachfolger von Franz Xaver Heller Direktor des botanischen Gartens im Juliusspital und lehrte bis zur Berufung eines Botanikers auch allgemeine und medizinische Botanik unter Beibehaltung des Lehrfaches der Zoologie. Er war Ritter des königlich bayerischen Verdienstordens vom heiligen Michael. Leiblein war verheiratet mit Katharina Leiblein, geborene Herz. Er war der Schwiegervater des Staatsbank-Präsidenten Andreas von Seisser.

## Schriften (Auswahl)
- Grundzüge einer methodischen Übersicht des Tierreiches nach seinen Klassen, Ordnungen, Familien und Gattungen, nebst Aufzählungen ihrer Haupt-Repräsentanten: Der Mensch und Säugetiere. Universität Würzburg, Würzburg 1839.
- Bemerkungen über das System der Krystalllinse bey Säugethieren. Universität Würzburg, Würzburg 1821.
- Briefe von Valentin Leiblein an Ernst von Bibra. 1839.
- Der Mensch und die Säugethiere. Verlag Stahl, Würzburg 1839.